# Добротица
Добротица (болг. Добротица) — болгарский феодал, боярин, деспот Добруджи. 
Кризис государств Балканского полуострова привёл к отложению местных феодалов. Балик (старший брат или, по другим источникам, отец Добротицы) отделил область, получившее название Добруджанский деспотат, которое стало фактически независимым от Болгарского царства. Деспот Добротица добился окончательной независимости своего небольшого государства. Нынешняя область Добруджа и его княжество получили своё наименование от турецкого произношения имени Добротица. Хотя род Добротицы в точности не известен, есть теория, что он был родственен царскому роду Тертеров.
Добротица вёл довольно успешную политику, перенёс столицу в крепость Калиакра и создал небольшой флот из 14 галер. При его помощи он вёл на Чёрном море успешные военные действия против Генуэзской республики, а также совершал «рейды» против византийских кораблей. Противники расценивали эти действия как пиратство. С Венецианской республикой он поддерживал союзные отношения.
После смерти Добротицы (около 1385 года) на престол вступил его сын Иванко.